# NATO Special Operations Headquarters

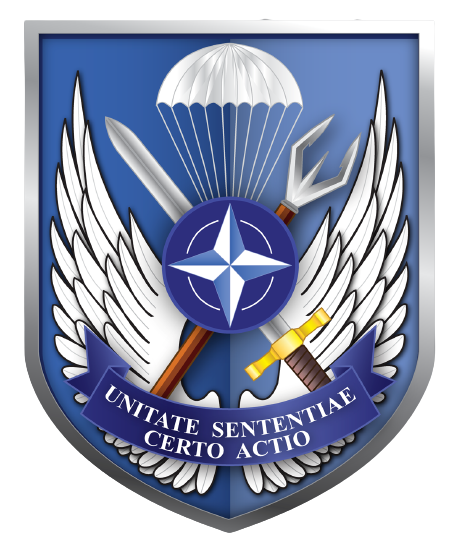
Logo von NATO Special Operations Headquarters

Das NATO Special Operations Headquarters (kurz NSHQ, dt. „NATO-Hauptquartier für Spezialoperationen“) ist Sitz des Allied Special Operations Forces Command (SOFCOM), des Kommandos der NATO, das für alle Spezialeinheiten zuständig ist. Der französische Name lautet Quartier général des opérations spéciales de l'OTAN.
Das NSHQ/SOFCOM ist dem SACEUR unterstellt.

## Auftrag
Die Aufgabenbereiche des SOFCOM sind die Koordination und Beratung von Spezialeinheiten der NATO und anderer Partnerländer, die Verbesserung von Kompatibilität und Fähigkeiten der Spezialeinheiten, das Ermöglichen von Einsätzen, indem Spezialeinheiten unterstützt werden.

## Geschichte
Gegründet wurde die Organisation auf dem Riga-Gipfel als NATO SOF Coordination Centre (NSCC). Im Jahr 2009 stimmte der Nordatlantikrat zu, die Organisation ab 1. März 2010 in das heutige NSHQ zu transferieren. Das NSCC war ursprünglich bei SHAPE für eine Übergangszeit einquartiert. Ab November 2010 wurde für 19 Millionen US-Dollar vom U.S. Army Corps of Engineers Europe District ein eigenes Hauptgebäude errichtet, das ab 2012 fertiggestellt war. Dem NSHQ ist das Allied Centre for Medical Education angegliedert, eine Spezialeinheit zur Simulation von medizinischen Situationen, die während eines Gefechtes auftreten können. Dem Headquarters sind etwa 200 Personen unterstellt. Geleitet wird das NSHQ von Generalleutnant Richard E. Angle. Stellvertretender Kommandeur ist der Brigadier Rob Stephenson der British Army, der 2021 auch ad interim Kommandeur der Einheit war. Seit 2021 gibt es ein Martime Division die Maritime Development Division oder MDD. Sie ist zuständig für Spezialoperationen im Martimer Umgebung.

## Kommandeure
| Nr. | Name                          | Bild | Beginn der Berufung | Ende der Berufung |
| --- | ----------------------------- | ---- | ------------------- | ----------------- |
| 7   | Richard E. Angle (USA)        |      | 4. Oktober 2024     |                   |
| 6   | Antonio M. Fletcher (USA)     |      | 15. Oktober 2021    | 4. Oktober 2024   |
| -   | Rob Stephenson (British Army) |      | 29. Januar 2021     | 15. Oktober 2021  |
| 5   | Eric P. Wendt (USA)           |      | 7. November 2019    | 29. Januar 2021   |
| 4   | Colin J. Kilrain (USN)        |      | 15. Juli 2016       | 7. November 2019  |
| 3   | Marshall B. Webb (USAF)       |      | 28. August 2014     | 15. Juli 2016     |
| 2   | Sean Pybus (USN)              |      | 2. Juli 2013        | 28. August 2014   |
| 1   | Frank Kisner (USAF)           |      | 7. Juli 2010        | 2. Juli 2013      |

## Sonstige Generäle des NSHQ
- Brigadegeneral Simon Hutchinson, ehemaliger Stellvertretender Kommandeur unter Frank Kisner[16]
- Brigadegeneral James Stevenson, ehemaliger stellvertretender Kommandeur (British Army)[17][18]
- Brigadegeneral Vincent K. Becklung, Kommandeur der NATO Special Operations School vom 6. Juli 2015 bis zum Februar 2016 (USAF)[19]
- Brigadegeneral Rob Stephenson, Stellvertretender Kommandeur seit 2018 (British Army)[7][8][9][20]